# 渇き。
『渇き。』（かわき、英文表記: The World of Kanako）は、2013年に制作された日本のスリラー映画。一人娘の失踪をきっかけに元刑事の男が崩壊した家庭の再生を求めて奔走するミステリ、サスペンス、アクションの要素が混在するエンターテインメント作品。

## 概要
深町秋生のミステリ小説『果てしなき渇き』を原作に、『告白』で日本アカデミー賞各賞を受賞した中島哲也が監督を務め、役所広司、小松菜奈、清水尋也などが主要キャストに名を連ねる。映画は2013年末にクランクアップし、2014年7月4日の日本公開が告知されたが、1週間繰り上げて6月27日より公開された。繰り上げに伴って、初日から7月4日までの8日間に高校生、大学生が映画を1000円で観賞できる「学生1000円早割キャンペーン」が実施され、このキャンペーンは好評を博し、7月18日まで延長された。海外ではドラフトハウス・フィルムが北米での配給権を獲得し、2015年より「The World of Kanako」の題名で公開された。

## キャスト・スタッフ

### キャスト
- 藤島昭和 - 役所広司
- 加奈子 - 小松菜奈
- 「ボク」（瀬岡） - 清水尋也
- 浅井 - 妻夫木聡
- 愛川 - オダギリジョー
- 松永 - 高杉真宙
- 遠藤 - 二階堂ふみ[5]
- 森下 - 橋本愛
- 長野 - 森川葵
- 桐子 - 黒沢あすか
- 咲山 - 青木崇高
- 辻村 - 國村隼
- 緒方 - 星野仁
- 島津 - 中島広稀
- チョウ - 康芳夫
- 東 - 中谷美紀
- 金髪の男 - 葉山奨之
- コンビニ店員 - 渡辺大知

### スタッフ
- 監督：中島哲也
- 脚本：中島哲也、門間宣裕、唯野未歩子
- 製作：依田巽、鈴木ゆたか
- プロデュース：小竹里美、鈴木ゆたか
- アソシエイト・プロデューサー：村野英司
- ラインプロデューサー：加藤賢治
- 協力プロデューサー：伊集院文嗣
- 助監督：甲斐聖太郎
- 撮影：阿藤正一
- 照明：高倉進
- 編集：小池義幸
- 録音：矢野正人
- 音響効果：伊藤瑞樹
- 美術：磯見俊裕
- セットデザイナー：仲前智治
- スタイリスト：申谷弘美
- ヘアメイク：山崎聡
- 装飾：林千奈
- 音楽：GRAND FUNK.Inc
- 音楽プロデューサー：金橋豊彦
- VFXスーパーバイザー：柳川瀬雅英
- VFXプロデューサー：土屋真治
- VFXスーパーバイザー/CGディレクター：増尾隆幸
- キャスティング：黒沢潤二郎、細川久美子
- ガンエフェクト：納富貴久男、田渕寿雄、高原浩一、近藤力
- 記録：長岡由紀子
- 主題歌：ディーン・マーティン「Everybody Loves Somebody」
- 劇中歌：でんぱ組.inc「でんでんぱっしょん」[6]、Trippple Nippples「LSD」、daoko「Fog」、近藤房之助「アイ・ラヴ・ユー、OK」、松田聖子「Sweet Memories」、Barbara Borra「Gone Away Dream」
- 製作プロダクション：リクリ
- 配給：ギャガ
- 企画・製作：ギャガ、リクリ
- 製作：「渇き。」製作委員会（ギャガ、リクリ、GYAO）

## 制作

### キャスティング
主要キャストには『パコと魔法の絵本』で主演した役所広司、『嫌われ松子の一生』で主演した中谷美紀、『告白』に出演した橋本愛など、中島がかつて監督した映画に出演した俳優が名を連ねた。一方で物語の中心人物となる、主人公藤島昭和の娘加奈子にはオーディションで発掘された小松菜奈がキャスティングされた。

### 撮影
2013年8月にクランクインし、茨城県つくば市、千葉県印西市、東京都渋谷区にて撮影が行われた。

## 公開
全国303スクリーンで公開され、2014年6月28、29日のオープニング週末2日間で興収1億1,228万900円、動員8万3,420人になり、映画観客動員ランキング（興行通信社調べ）で初登場第4位となった。2014年6月27 - 29日の初日3日間では興収1億4,548万7,700円となった。

### 受賞歴
- 第47回シッチェス・カタロニア国際映画祭・最優秀男優賞（役所広司）[10]
- 第39回報知映画賞・新人賞（小松菜奈）
- 第38回日本アカデミー賞 新人俳優賞（小松菜奈）[11]
- 第69回毎日映画コンクール・スポニチグランプリ新人賞（小松菜奈）[12]
- ファンタスティック・フェスト2014 長編部門 最優秀脚本賞（中島哲也・門間宣裕・唯野未歩子）
- トロント国際映画祭 正式出品

### 映像ソフト
2014年12月19日発売。発売・販売元はギャガ。
- 渇き。 プレミアム・エディション（DVD）（2枚組DVD+CD、GADS-1042）
- 渇き。 プレミアム・エディション（Blu-ray Disc）（2枚組Blu-ray Disc+CD、GABS-1043）